# Никанор (Бровкович)
Архієпископ Никанор (в миру Олександр Іванович Бровкович; нар. 20 листопада 1826 — † 27 грудня 1890) — білоруський та латвійський релігійний діяч. Духовний письменник, філософ, доктор богослов'я. Ректор  Ризької духовної семінарії.
Єпископ Російської православної церкви (безпатріаршої), архієпископ Херсонський та Одеський. Білорус.

## Життєпис
Народився у сім'ї з Могилевської єпархії. Дитинство пройшло в білоруському селі. Батьки були заможними. Навчався у Могильовському духовному училищі, співав у могильовському архієрейському хорі.
У 15 років, як один із найкращих вихованців, був викликаний до Санкт-Петербурзької духовної семінарії. Потім, як провідний студент свого курсу, Олександр Бровкович поступив у 1847 до Санкт-Петербурзької духовної академії.
Навчаючись у семінарії прагнув стати монахом. Батько був проти і всіляко відмовляв, але він помер 1847.
16 вересня 1850 — пострижений в чернецтво; 26 вересня рукопокладений в ієродиякони; 30 червня 1851 — ієромонаха.
Після закінчення курсу у 1851 залишений в академії і призначений 29 вересня бакалавром, спочатку на катедрі викривального богослов'я.
8 грудня 1852 отримав звання магістра.
Ієромонах Никанор, на противагу звичайній системі тодішнього академічного викладання, у своїх лекціях часто торкався сучасних неправославних течій, критично розбираючи їх перед студентами; науці головного богослов'я він намагався дати постановку життєву, а не схоластичну. Ці нововведення викликали підозри у духовних колах. Врешті начальство запідозрило його у неправослав'ї. Його ледь не вигнали із академії. Змістили з катедри, надавши можливість читати лекції по викривальному богослов'ю та по розколу.
25 квітня 1856 призначений ректором Ризької духовної семінарії. 29 квітня зведений в сан архімандрита. Займався справами консисторії, продовжував займатися питаннями про головування папи та опису розкольничих рукописів.
1 грудня 1857 (за іншими джерелами, з лютого 1858) — ректор Саратовської семінарії та настоятель саратовського Спасо-Преображенського монастиря. У саратовській семінарії перебудував семінарію та духовне училище, в основному на кошти, які добув сам. Переробив три церкви, влаштував великий цвинтар, збудував дві каплиці. Під кінець перебування у Саратові вивчав місцевий розкол. У цей час для нього визрівала нова неприємність через «опис» рукописів розкольників.
1864–1865 викликаний до Санкт-Петербургу на служіння.
5 листопада 1865 — ректор Полоцької духовної семінарії.
29 липня 1868 — переведений на ректорство до Казанської духовної академії.
10 жовтня 1869 — Синодом присуджений вчений ступень доктора богослов'я, за твір «Разбор римского учения о видимом (папском) главенстве».
Під час ректорства начальство надсилало йому догани, бо вважало що недостатньо доглядає за академією. На погребінні церковного сторожа сказав проникливу промову, про що дійшло до Петербургу і в цьому вбачали кощунство. Цей інцидент пригальмував просування його в єпископи.
4 липня 1871 — хіротонія в єпископа Аксайського, вікарія Донської єпархії.
Близько 5½ років пробув у Новочеркаську. До цього періоду відносяться його роботи над позитивною філософією.
25 грудня 1876 — призначений на самостійну Уфимську та Мензелинську єпархію.
В Уфі єпархія була новою: у ній нараховувалося близько 80 тисяч марійців, які сповідували традиційну релігію. Саме з марійськими картами вів боротьбу архієрей Відомства православного сповідання.
В одній із своїх проповідей він описує своє 7-річне керування уфимською єпархією.
| Скажу сміливо, в Уфимській єпархії за сім років управління нею я був свідком великих перемін. Я об’їздив тут не лише міста та села, але багато й таких пунктів, інколи навіть без назв, куди доки ще не проникав жоден культурний екіпаж. Похмурим та вузьким багато що мені здалося спочатку. Навіть у прикордонних селах, у перший рік моєї подорожі, мене зустрічало в церквах від 5 до 11 чоловік, враховуючи в це число священика зі всім причтом, а випадкове руське населення під час мого приїзду в села випадково стояло біля своїх хат та дивилося напівобертом із цілковитою байдужістю та неуважністю, чухаючи звернені до мене спини… Але смію сказати, що у тому ж році у другу мою поїздку, цю неуважність, цю байдужість віднесло вітром. Відразу ж я став бачити всенародні багатотисячні зустрічі, де виходили всі, від малого до старого зі святими іконами, хлібом-сіллю, зі співами і радісними вигуками, з довгими хресними ходами. Ночами бачив ілюмінації, які висвітлювали нічну темінь на кілька верст навкруги. Проїжджав я з екіпажем по шляхах, де до мене люди переміщалися то пішки, то на лижах, або нерідко верхи, і цілі десятки верст цих доріг навмисне прокладалися до мого приїзду вільною працею православного і навіть інородного населення. Я не богатирський клич пустив по цих пустелях, а просто з тяжким болем у серці зітхнув: «Господи, та ці ж люди живуть без церкви та релігії! Та тут же церкви потрібні» І церкви виросли скрізь, де я вказав!; у жодному пункті я не був обманутий. Я говорив народу і повторював: «Не обтяжуйте себе, за 10 років можете побудувати церкву!» А дивись, церкви будувалися менше ніж за 10 місяців, церкви обширні, абсолютно упорядковані, обзаведенні усім потрібним. Від селянина до купця і боярина всі поспішали нести на Боже діло свої лепти, від грошей до сотень і тисяч рублів. Училища зводяться і працюють всюди, навіть по селах. Особливо радували інородні місіонерські училища, вихованці яких усюди створили лепські хори, співали по-слов'янськи і на своїх мовах, як по церквах, так і по домівках і під час хресних ход. |

### Переїзд в Україну
12 грудня 1883 — єпископ Херсонський та Одеський РПЦ (б).
20 березня 1886 — зведений в сан архієпископа. У вересні обраний почесним членом Санкт-Петербурзької духовної академії.
До літа 1887 — викликаний до Петербургу для присутності у Священному Синоді і засідав у ньому 1887/1888, а потім зимову сесію 1888/1889 років.
Розвинулася хвороба шлунку. Восени 1890 їздив до Москви на консультацію. Але лікарі вже не могли врятувати його від асциту (водянки).
27 грудня 1890 — помер, похований у Спасо-Преображенському соборі Одеси.

## Праці
- Беседа о том, что ересеучение графа Л. Толстого разрушает самые основы не только православно-христианской веры, но и всякой религии. — Одесса, 1889.
- Поучение о том, что ересеучение графа Л. Толстого разрушает основы общественного и государственного порядка. — Одесса, 1889.
- Как хорошо умирают верующие в Господа Иисуса // Душеполезный собеседник. — М., 1907, с. 348–349.
- Общедоступное объяснение послания святого апостола Павла к римлянам. — 1891 (отзыв см. Церковный вестник. — СПб., 1891, № 51—52, с. 814).
- Поучения, беседы и речи: в 5 т. — Одесса, 1890–1891; 2-е изд. — 1900–1901.
- Полное собрание творений: в 7 т. — 3-е изд. — М., 1898–1899.
- Беседа о том, что не следует христианским проповедникам опровергать все лжеучения. — Одесса, 1889.
- Беседа о христианском супружестве: Против графа Льва Толстого. — Одесса, 1894.
- Церковь и государство: Против графа Толстого. — Одесса, 1890.
- Об антихристе, о воскресении мертвых. — Одесса, 1904.
- Приветственная речь в Елисаветградском соборе // Прибавления к «Церковным ведомостям». — СПб., 1888, № 36, с. 973.
- Поучение на храмовой день святого апостола Андрея Первозванного // Прибавления к «Церковным ведомостям». — СПб., 1888, № 31—32, с. 870.
- О долге духовного пастыря // Прибавления к «Церковным ведомостям». — СПб., 1888, № 43, с. 1180.
- Беседа на утрени Великия Субботы // Прибавления к «Церковным ведомостям». — СПб., 1889, № 19, с. 515.
- Братьям славянам // Прибавления к «Церковным ведомостям». — СПб., 1889, № 12, с. 319.
- Поучение в день празднования 50-летия воссоединения западно-русских униатов 8/IV—1889 в Вильне // Прибавления к «Церковным ведомостям». — СПб., 1889, № 24, с. 671.
- Беседа в церкви Новороссийского университета // Прибавления к «Церковным ведомостям». — СПб., 1889, № 38, с. 1121.
- Беседа в Лазареву Субботу // Прибавления к «Церковным ведомостям». — СПб., 1889, № 14, с. 394.
- Жены мироносицы, Христос Воскресе // Прибавления к «Церковным ведомостям». — СПб., 1889, № 15—16, с. 427.
- Беседа в день Благовещения Пресвятой Владычицы нашей Богородицы // Прибавления к «Церковным ведомостям». — СПб., 1889, № 17, с. 449.
- Послание по поводу распространения штунды и других видов сектантства // Прибавления к «Церковным ведомостям». — СПб., 1889, № 49, с. 1367.
- Поучение в день Рождества Христова // Прибавления к «Церковным ведомостям». — СПб., 1888, № 52, с. 1523.
- Происхождение и значение штунды в жизни русского народа // Прибавления к «Церковным ведомостям». — СПб., 1890, № 45, с. 1508.
- Смерть не страшна // Прибавления к «Церковным ведомостям». — СПб., 1891, № 32, с. 1068.
- Поучение в день Рождества Господа и Бога и Спаса нашего Иисуса Христа // Прибавления к «Церковным ведомостям». — СПб., 1891, № 51, с. 1831.
- Слово о кресте в поучении ревнителям старого обряда. — СПб., 1893.
- О перстосложении для крестного знамения и благословения в обличение неправды мнимых старообрядцев. — СПб., 1890 // Отзыв см.: Церковные ведомости. — СПб., 1891, № 7, с. 112.
- Минувшая жизнь: Из быта белого и монашествующего духовенства второй половины XIX века: в 2 т. — Одесса, 1913. О театральных зрелищах в Великий пост (поучения). — М., 1889.
- О значении семинарского образования. — Одесса, 1891.
- Описание некоторых сочинений, написанных русскими раскольниками в пользу раскола: в 2 т. — СПб., 1861.
- Разбор римского учения о видимом главенстве папы в Церкви на основании предания первых веков христианства до I Вселенского Собора. — СПб., 1856, Казань, 1871 // См. отзыв: Церковный вестник. — СПб., 1891, № 7, с. 112.
- Биографические материалы. — Одесса, 1900. — Т. 1.
- Позитивная философия и сверхчувственное бытие (критика на критику чистого разума Канта): в 3 т. — СПб., 1875. — 1888.
- Ночь страстей и воскресения Христовых // Русский паломник. — 1895, № 13, с. 194–198. Беседа: «Есть ли что еретическое в латинской церкви?» // Прибавления к «Церковным ведомостям». — СПб., 1888, № 34, 35, 37, 38.
- Поучение при освящении здания общежития для учеников Одесской духовной семинарии // Прибавления к «Церковным ведомостям». — СПб., 1890, № 41, с. 1363.
- Поучение к воспитанникам учительской семинарии // Прибавления к «Церковным ведомостям». — СПб., 1891, № 12, с. 369.
- Слово в день Святой Пасхи // Прибавления к «Церковным ведомостям». — СПб., 1891, № 16—17, с. 511.
- Беседа в неделю блудного сына при поминовении раба Божия Александра (поэта Пушкина) по истечению пятидесятилетия по смерти его. — М., 1889
- Последнее слово архипастыря к пастве 25 декабря 1890 г. // Церковные ведомости. — СПб., 1891, № 1, с. 12.
- Тысячелетний юбилей святого Мефодия первоучителя Славенского 6/IV—1885 г. // Православное обозрение. — М., 1885, июль, с. 383.
- Беседа в день перенесения мощей святого князя Александра Невского в 100-летний юбилей г. Николаева // Православное обозрение. — М., 1890, сентябрь, с. 3.
- Беседа в защиту Библии. Беседа в день празднования 100-летия завоевания г. Одессы (Хаджибея) // Православное обозрение. — М., 1889, сентябрь, с. 115,162.
- Слово в день мытаря и фарисея // Православное обозрение. — М., 1884, февраль, с. 324.
- Воззвание к херсонской пастве // Православное обозрение. — М., 1886, январь, с. 18. Речь по наречении во епископа Аксайского 30/VI—1871 г. // Православное обозрение. — М., 1871, июль, с. 216.
- Прощальная речь в Казанской духовной академии // Православный собеседник. — Казань, 1871, июнь, с. 189.

## Цікавий факт
Головна праця єпископа Никанора "Позитивная философия и сверхчувственное бытие " у 3 томах — філософська праця в якій автор намагався науково пояснити існування Бога та безсмертя людської душі. Третій том трактату вийшов під заголовком: «Критика на критику чистого разума Канта».